# Ni Putu Timy Yudhani Rahayu
Ni Putu Timy Yudhani Rahayu (* 11. Dezember 1976) ist eine indonesische Beachvolleyballspielerin.

## Karriere
Timy spielte ihre ersten internationalen Turniere 1995 mit Engel Berta Kaize (Eta). Nach einem 13. Platz in Rio de Janeiro und vier Open-Turnieren, die sie auf dem 17. Rang beendeten, kamen sie bei den Bali Open als Neunte erstmals in die Top Ten. 1996 beendeten sie die Turniere der World Tour wieder auf dem 13. oder 17. Platz. Außerdem qualifizierten sie sich für die Olympischen Spiele in Atlanta. Dort setzten sie sich in einer Vorausscheidung gegen Teams aus Kanada und Mexiko durch. Im ersten Spiel der Hauptrunde mussten sie sich den späteren Olympiasiegerinnen Sandra Pires und Jackie Silva aus Brasilien geschlagen geben. Mit einer weiteren Niederlage gegen die Japanerinnen Fujita/Takahashi schieden sie aus und beendeten das Turnier auf dem 13. Platz.
Im weiteren Verlauf der World Tour 1996 wurden Timy/Eta in Osaka und Busan jeweils Siebte. 1997 erreichten sie bei den gleichen Turnieren jeweils den 13. Platz. Anschließend nahmen sie an der Weltmeisterschaft in Los Angeles teil und erreichten dort den 17. Rang.
Nach einer Pause kehrte Timy 2001 beim Challenger-Turnier in Pattaya mit Risma Siswardini zurück. 2002 spielte sie erst die Madrid Open mit ihrer alten Partnerin Eta und dann das Turnier in Gstaad mit Siswardini. 2003 bildete sie ein neues Duo mit Siti Nurjanah. Timy/Nurjanah nahmen an den Grand Slams in Berlin und Marseille sowie einigen Open-Turnieren teil, erreichten dabei aber lediglich als Neunte in Bali eine vordere Platzierung. Timys letzte Partnerin auf der World Tour war Devota Saveriana Rahawarin. Mit ihr trat sie 2005 zu einem Satellite-Turnier und den Bali Open sowie 2007 zum Turnier in Sentosa an.